# Cotton (efternamn)
Cotton är ett efternamn.

## Personer med efternamnet Cotton
- Annie Cotton – en kanadensisk sångerska och skådespelerska
- Fearne Cotton – en brittisk programledare och DJ
- Henry Cotton – var en framstående engelsk golfspelare
- Jerry Cotton – en fiktiv FBI-agent i en rad kriminalromaner
- John Cotton – en amerikansk före detta professionell basebollspelare
- Norris Cotton – var en amerikansk republikansk politiker
- Tom Cotton – en amerikansk jurist och republikansk politiker